# Piper variipilum
Piper variipilum är en pepparväxtart som beskrevs av C. Dc.. Piper variipilum ingår i släktet Piper och familjen pepparväxter. Inga underarter finns listade i Catalogue of Life.